# Anuța Cătună
Anuța Cătună (Rumania, 1 de octubre de 1968) es una atleta rumana, especializada en la prueba de maratón en la que llegó a ser campeona mundial en 1995.

## Carrera deportiva
En el Mundial de Gotemburgo 1995 ganó la medalla de oro en la maratón, recorriendo los 42,195 km en un tiempo de 2:26:25 segundos, llegando a la meta tras la portuguesa Manuela Machado y por delante de la italiana Ornalla Ferrara.